# انرژی شبح‌وار
در کیهان‌شناسی، انرژی شبح‌وار (انگلیسی: Phantom dark energy) یک شکل فرضی از انرژی تاریک است. این نوع انرژی دارای انرژی جنبشی منفی است و انبساط جهان را بیشتر از آنچه ثابت کیهان‌شناسی پیش‌بینی می‌کند، تسریع می‌نماید. این پدیده در نهایت به سناریوی بیگ ریپ (Big Rip) یا مه‌گسست منجر می‌شود. اغلب این ایده رد می‌شود، چرا که نشان‌دهنده ناپایداری خلاء و ظهور ناگهانی ذرات با جرم منفی است. با این حال، این مفهوم با نظریه‌های نوظهور شاره تاریک با جرم منفی که به‌طور مداوم در حال ایجاد است و در آن ثابت کیهانی می‌تواند تابعی از زمان باشد، مرتبط است. این انرژی نوع خاصی از اثیر (فیزیک) محسوب می‌شود و اصطلاح آن در سال ۱۹۹۹ توسط رابرت آر. کالدول ابداع شد.

## معادله حالت و مکانیسم مه‌گسست
در کیهان‌شناسی، معادله حالت برای یک سیال کامل به صورت $p=w\rho$ تعریف می‌شود، که در آن $p$ فشار، $\rho$ چگالی انرژی و $w$ نسبت بین این دو است. برای ماده معمولی باریونی، $w=۰$ و برای ثابت کیهانی، $w=-۱$ است. انرژی تاریک شبح‌وار به عنوان حالتی تعریف می‌شود که در آن $w < -1$. وجود این انرژی تاریک شبح‌وار می‌تواند باعث شود که انبساط جهان به قدری سریع تسریع شود که سناریوی بیگ ریپ، یکی از پایان‌های احتمالی جهان، رخ دهد. با انبساط جهان، چگالی انرژی شبح‌وار افزایش می‌یابد و با یک حلقه بازخورد، انبساط کیهانی را بیشتر تسریع می‌کند که فاکتور مقیاس را در زمان محدود به بی‌نهایت می‌رساند.

## سرنوشت جهان در سناریوی بیگ ریپ
در سناریوی بیگ ریپ، تمام ساختارها، حتی اتم‌ها و هسته‌ها، از هم گسیخته می‌شوند، زیرا هر ذره از نظر علّی از تمام ذرات دیگر جدا می‌گردد. یکی از کاربردهای انرژی تاریک شبح‌وار در سال ۲۰۰۷، در یک مدل چرخه‌ای جهان بود که پیش از وقوع بیگ ریپ، انبساط خود را به شدت معکوس می‌کند. این مدل چرخه‌ای می‌تواند پیچیده‌تر باشد اگر جرم-انرژی هر نقطه در جهان به اندازه کافی متراکم باشد که به ماده هسته سیاهچاله فرو بریزد و پس از رسیدن به حداکثر آستانه فشرده‌سازی، باعث بیگ بنگ بعدی شود (سناریوی کلی بسیار بعید است).

## شواهد احتمالی و تحقیقات اخیر
در سال ۲۰۲۵، همکاری ابزار طیف‌سنجی انرژی تاریک (DESI)، یک بررسی بر روی نوسانات آکوستیک باریونی منتشر کرد. آن‌ها نقض‌هایی از مدل استاندارد کیهان‌شناسی، یعنی مدل لامبدا-CDM، در حد ۴ انحراف استاندارد یافتند. آن‌ها تسریع جهان را گزارش کردند که در گذشته قوی‌تر بوده است، که نشان‌دهنده حضور انرژی تاریک شبح‌وار در جهان اولیه است. این یافته‌ها، هرچند نیاز به بررسی‌های بیشتر دارند، اما می‌توانند پنجره‌ای جدید به سوی درک ما از ماهیت انرژی تاریک و سرنوشت نهایی جهان بگشایند.